# أمهروق (لهري)
أمهروق هي إحدى مشيخات المملكة المغربية، تتبع جغرافيا لإقليم خنيفرة وإداريًا للهري. يقدر عدد سكانها بـ 5181 نسمة حسب الإحصاء الرسمي للسكان والسكنى لسنة 2004.